# Cardiocranius paradoxus
Cardiocranius paradoxus е вид гризач от семейство Тушканчикови (Dipodidae).

## Разпространение и местообитание
Видът е разпространен в Казахстан, Китай, Монголия и Русия.
Обитава пустинни области, места със суха почва, храсталаци, дюни, степи и езера в райони с умерен климат, при средна месечна температура около 1,5 градуса.